# Suspiros de España
Suspiros de España es un popular pasodoble español. Fue compuesto por el maestro marteño Antonio Álvarez Alonso en la ciudad española de Cartagena en 1902. En 1938 se le añadiría letra por José Antonio Álvarez Cantos (1897-1964), sobrino del compositor, para ser cantada por Estrellita Castro en la película Suspiros de España, siendo versionada luego (en ocasiones cambiando la letra) por otras grandes figuras, como Concha Piquer. Además, este pasodoble fue parte de la banda sonora que se utilizó en la ceremonia de inauguración de los Juegos Mediterráneos de Almería en 2005.

## Pasodoble
El pasodoble fue originariamente una marcha de paseo de la Real Infantería (paso-doble) que a fines del siglo XIX y comienzos del XX se popularizó como pieza de concierto y posteriormente de baile. En este contexto, se componen en pocos años en la ciudad de Cartagena tres piezas que resultan fundamentales en la historia del género: 'La Gracia de Dios' (Ramón Roig y Torné, 1880), 'Suspiros de España' (Antonio Álvarez Alonso, 1902) y 'El Abanico' (Alfredo Javaloyes López, 1910).

## Origen de Suspiros de España
Según el músico cartagenero García Segura, el origen de 'Suspiros de España' sería el siguiente:
El Maestro Álvarez Alonso ofrecía conciertos animando las veladas del café La Palma Valenciana, en la calle Mayor de Cartagena. Una noche, al terminar su actuación, enseñó a sus amigos una melodía en forma de pasodoble que había escrito sobre una mesita del café, y que pronto fue acogida con alborozo por su clara inspiración.
En su recorrido nocturno, se detuvo ante la confitería España, ubicada frente al café de sus actuaciones, y observando una confitura típica llamada "suspiros" (avellanas caramelizadas), se inspiró para bautizar "Suspiros de España" a su nueva partitura.
Esta versión del origen fue descartada por el historiador Ferrández García, quien asegura que no se pudo presentar la melodía en el café La Palma Valenciana de la calle Mayor de Cartagena, pues el maestro Álvarez Alonso fallecería en 1903 y el café no abriría sus puertas hasta 1911.
Otra versión muy extendida sitúa el origen en el Café España, en los bajos del Edificio Cervantes de la calle Mayor de Cartagena, como consecuencia de una apuesta entre el Maestro Álvarez Alonso y algunos de sus interlocutores y amigos. Álvarez Alonso afirmaba que era capaz de componer una pieza musical en pocos minutos siempre y cuando tuviera el estómago lleno. Para evitar todo tipo de engaño fueron los presentes los que decidieron que la pieza debía ser un pasodoble. La pieza musical fue compuesta en menos de una hora y fue titulada espontáneamente como Suspiros de España en honor a los suspiros que el camarero le ofreció procedentes de la cercana confitería España, ubicada al extremo de la misma calle Mayor.
El pasodoble fue estrenado por la Banda de Música del 3.er Regimiento de Infantería de Marina (actualmente Tercio de Levante) dirigida por Ramón Roig y Torné, el día del Corpus Christi de 1902 en la plaza de San Sebastián de Cartagena.  Las ordenanzas militares impedían que el Maestro Roig cediera la dirección para el estreno a Antonio Álvarez Alonso, su buen amigo y autor de la obra, dada la condición de civil de este. Una placa conmemora la efeméride en el lugar del estreno.
En los exilios provocados por la guerra civil española y sobre todo en la emigración, el pasodoble "Suspiros de España" simbolizó para algunos la nostalgia del país perdido.  Su composición en el modo musical menor evoca tristeza, con leves modulaciones a su relativo mayor, pero, en mayoría, escrita en modo menor.
También fue usada alguna vez como sintonía por "Radio Pirenaica", emisora comunista clandestina que emitía desde el extranjero (Praga y Moscú).

## En tierra extraña
Manuel Penella compuso en 1927 En tierra extraña, interpretado por Concha Piquer, que incluye como "homenaje" o "canción dentro de la canción" la música de Suspiros de España, al narrar cómo, en una reunión de españoles en Nueva York para celebrar la Nochebuena, ... de pronto se escuchó /  un gramófono sonar. / "Callad todos", dije yo, / y un pasodoble se oyó / que nos hizo recordar. / Oyendo esa música, / allá en tierra extraña, / ya nadie reía, / ya todos lloraban / ... / eran nuestros suspiros / suspiros de España.

## Letra
| Versión 1 (La original de Juan Antonio Álvarez). | Versión 2 (versión de Manolo Escobar) | Versión 3 (Adaptación de Dyango) |
| --- | --- | --- |
| Quiso Dios, con su poder, fundir cuatro rayitos de sol y hacer con ellos una mujer. Y al cumplir su voluntad, en un jardín de España nací como la flor en el rosal. Tierra gloriosa de mi querer, tierra bendita de perfume y pasión: España, en toda flor a tus pies suspira un corazón. ¡Ay de mí! ¡Pena mortal!, porque me alejo, España, de ti. ¿Por qué me arrancan de mi rosal? Quiero yo volver a ser la luz de aquel rayito de sol hecho mujer por voluntad de Dios. ¡Ay, madre mía! ¡Ay! ¡Quién pudiera ser luz del día y al rayar la amanecida sobre España renacer! Mis pensamientos han revestido el firmamento de besos míos; y sobre España, como gotas de rocío, los dejó caer. En mi corazón, España, te miro, y el eco llevará de mi canción a España en un suspiro. | Siento en mí triste emoción. Me voy sufriendo lejos de ti y se desgarra mi corazón. Nunca el sol me alegrará. En el vergel de España, mi amor, como una flor siempre estará. Dentro del alma te llevaré, cuna de gloria, valentía y blasón. España, ya nunca más te he de ver. De pena suspira mi corazón. Si con el viento llega a tus pies este lamento de mi amargo dolor, España, devuélvelo con amor, España de mi querer. Siento en mí triste emoción. Me voy sufriendo lejos de ti y se desgarra mi corazón. Nunca el sol me alumbrará. Ya nunca más tu suelo veré, lejos de ti, de pena moriré. España mía, ya no te miro. Tú eres mi guía. Por ti brotan mis suspiros, tú eres toda mi alegría. De noche y día yo no te olvido. Ay, quien pudiera, ay quien volviera. Qué no daría por mirarme, patria mía, en tu cielo azul. En mi soledad suspiro por ti. España, sin ti me muero. España, sol y lucero. Muy dentro de mí te llevo escondida. Quisiera la mar inmensa atravesar, España, flor de mi vida. | Quiso Dios con su poder jugar con fuego y rayos de sol y hacer con ellos una mujer. La esculpió de junco y miel, y de caricias hizo su piel de isla y volcán su corazón. Cuerpo de dunas cerca del mar, alma de madre primeriza en placer. La voz de la guitarra al cantar suspira sin querer. ¡Ay, Señor! ¡Dime quién es! Mujer que vuelve loco al amor, mujer de la cabeza a los pies. ¡Ay, Señor! ¡¿Quién serás tú?! Dorada y reina en el interior, ¡roja y olé! por el norte y el sur. ¡Tierra del trigo! ¡Sierra de peñas! Sueño contigo, y aunque no sé con qué sueñas, sé que quieres navegar. Esa mirada aventurera guarda entre lluvias de primavera penas de estatua que con lágrimas de cera aprendió a llorar. Y yo puedo ver en cuanto te miro pasar toda tu historia de mujer tan solo en un suspiro. ¡Ay, Señor! ¡Dime quién es! Mujer que vuelve loco al amor, mujer de la cabeza a los pies. ¡Ay, Señor! ¡¿Quién serás tú?! Dorada y reina en el interior, ¡roja y olé! por el norte y el sur. |

## Cine
- La primera vez que se canta este pasodoble en el cine es cuando lo interpretó Estrellita Castro en la película Suspiros de España (1938), dirigida por Benito Perojo.
- La canción fue interpretada por Paquita Rico en la película Suspiros de Triana en el año 1955.
- Esta canción fue utilizada por Carlos Saura en su película ¡Ay, Carmela!
- En el año 1982, esta canción fue utilizada en la película La estanquera de Vallecas, donde el secuestro en un estanco acaba en fiesta, mientras fuera la policía se asombra de que suene música dentro del establecimiento.
- En el año 2002, esta canción fue utilizada en el inicio de la película El florido pensil.
- En el año 2003, Diego El Cigala realizó una versión del pasodoble para la película Soldados de Salamina
- En 2009, la canción En tierra extraña, interpretada por Concha Piquer, fue utilizada como banda sonora de la película REC 2,[8] secuela del gran éxito REC. Sin embargo, debido a que en la última copla la canción "Suspiros de España" es mencionada, esto ha originado la confusión entre ambos pasodobles.
- En la película Buen viaje excelencia (2003) de Els Joglars, se utiliza como música de fondo pero dándole un aire más trágico a la misma.
- En la serie La casa de papel, en su cuarta parte (2020), ha sido utilizado para dar una pincelada de fuerza y carácter español en la entrada al lugar atracado.

## Otras versiones y referencias
- En el cincuentenario de la coronación de la Esperanza Macarena de Sevilla se tocó este pasodoble al salir del recinto de la Plaza de España.
- Pasión Vega la ha interpretado en varios de sus espectáculos: en la gira "Azabache 20 años", en "Dos pianos con Pasión (Cartas desde Nueva York)" con los pianistas Dúo del Valle; y la ha grabado en el disco "Pasión inédita" en 2005.
- Como referencia literaria, el escritor Terenci Moix publica un libro dedicado a la copla que titula "Suspiros de España" y Manuel Vázquez Montalbán hace mención al tema en su obra "Cancionero general del franquismo", en la que habla sobre la copla y el cine de sus recuerdos hace referencia a la que fue su canción favorita, elegida para sonar en su funeral .[9]
- Un arreglo para piano de este pasodoble, fue la música utilizada para la cabecera de la serie Pepa y Pepe, producida y emitida por Televisión Española en 1995.
- Fue la melodía de apertura del programa Cantares que durante 1978 presentó Lauren Postigo en TVE.
- Es la melodía actual del programa de esRadio "Es la mañana de Federico", presentado por el conocido locutor Federico Jiménez Losantos.